# Svatyně Izumo
Svatyně Izumo, případně Velká svatyně Izumo, (japonsky 出雲大社, Izumo taiša nebo Izumo ójaširo) je jedna z nejstarších a nejdůležitějších šintoistických svatyní v Japonsku. Záznamy o jejím založení se nedochovaly. Nachází se ve městě Izumo, v prefektuře Šimane a je místem konání dvou velkých festivalů. Je zasvěcena bohu Ókuninušimu (大国主), který je znám jako šintoistické božstvo (kami) manželství.
Hlavní budova a přilehlé stavby byly v roce 1952 prohlášeny za japonský národní poklad (国宝, kokuhó).

## Galerie

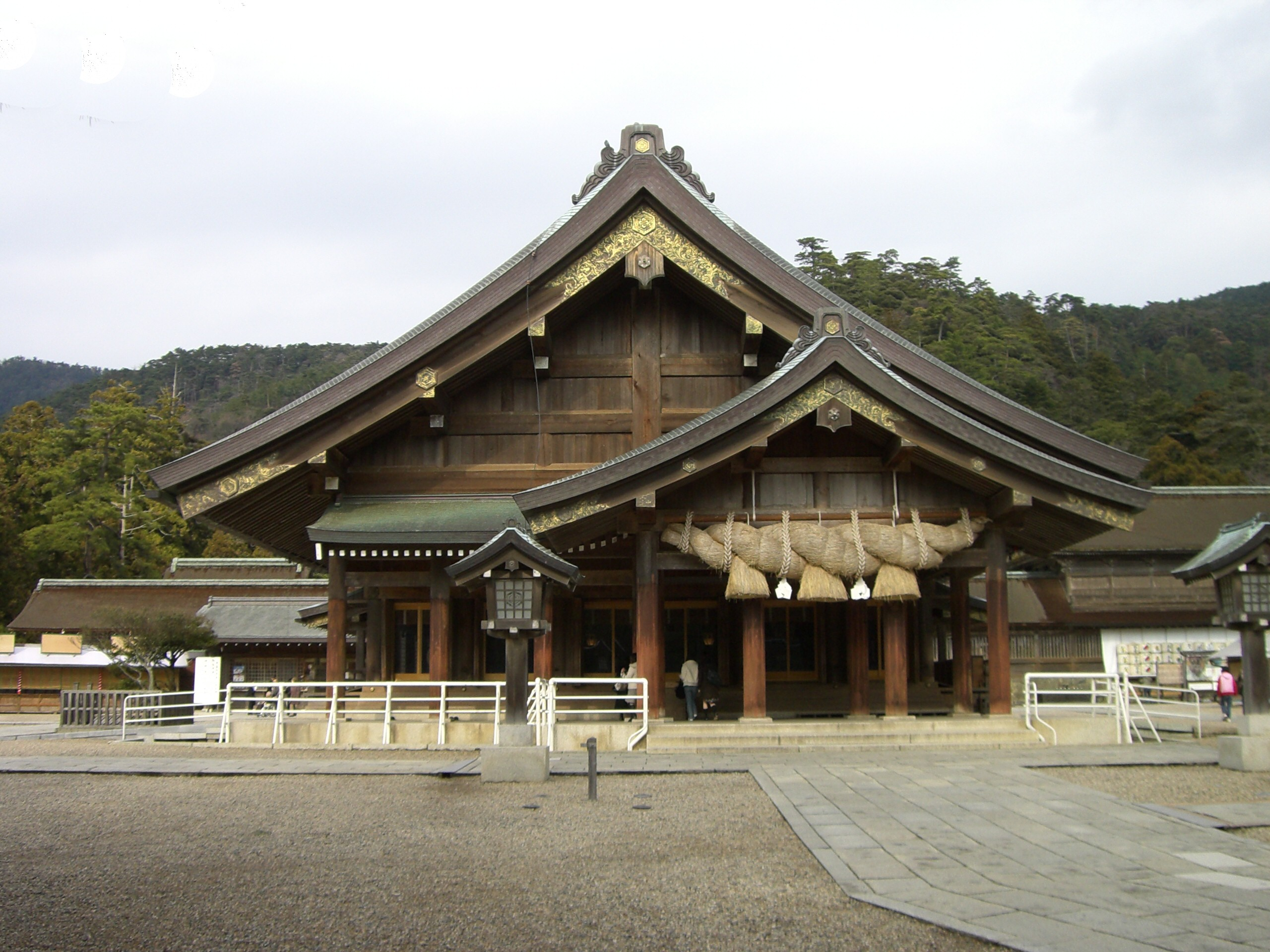
Haiden (hala/oratorium, 拝殿), Velké svatyně Izumo
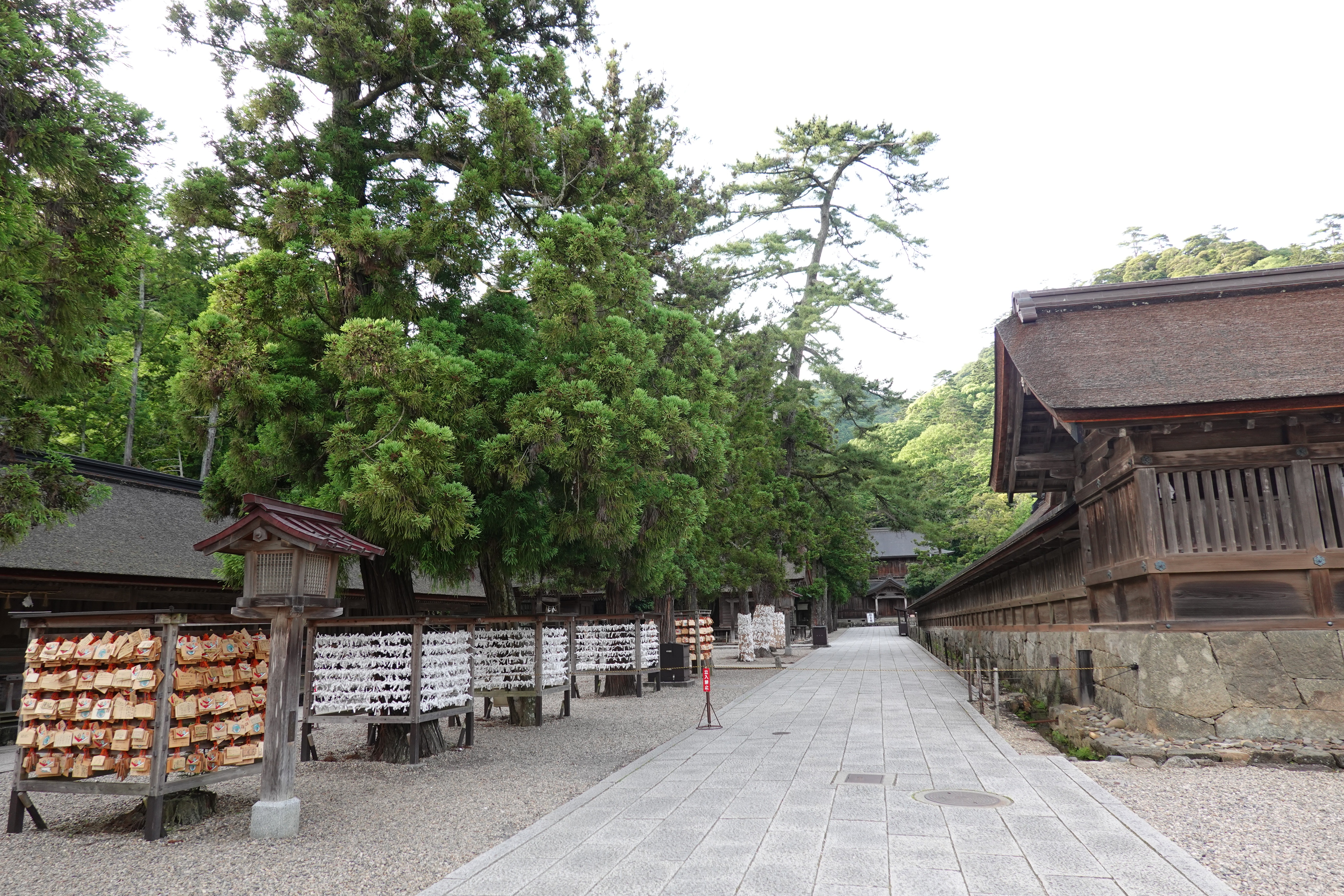
Místo ve svatyni vyhrazené pro Omikudži